# 梅普爾希爾 (堪薩斯州)
梅普爾希爾（英語：Maple Hill）是一個位於美國堪薩斯州沃邦西縣的城市。

## 地方資料
根據2020年美國人口普查的數據，梅普爾希爾的面積為0.63平方千米，當中陸地面積為0.63平方千米，而水域面積為0.00平方千米。當地共有人口631人，而人口密度為每平方千米1,001.59人。